# Chen Rong
Chen Rong (chinois simplifié : 陈容 ; chinois traditionnel : 陳容 ; pinyin : chén róng ; Wade : Ch’en Jung) (1235 – 1262), également appelé Zi Gongchu (字公储, zì gōngchǔ) signant sous Suoweng (所翁), né à Changle, dans la province de Fujian, en Chine, sous la dynastie des Song du Sud (1127 – 1279), est un peintre et poète chinois, particulièrement réputé pour ses dessins de dragons.
Il se spécialisa dans les peintures monochrome à l'encre de Chine représentant des dragons et écrivit des poèmes héroïques vers 1250.
Il aurait étudié les poèmes et les peintures de dragons volants de Li Yu (937 - 978), le dernier souverain des Tang du Sud.
Onze peintures de dragons lui sont attribuées, dont trois pourraient être des copies faites durant la deuxième période de la dynastie Song : les Song du Sud (1127-1279).

Rouleau des Neuf dragons (九龙图)